# 黄昏流星群
『黄昏流星群』（たそがれりゅうせいぐん）は、弘兼憲史の劇画。『ビッグコミックオリジナル』（小学館）にて1995年22号から連載されている。
1997年にNHKで、テレビドラマが制作された。
2000年に第4回文化庁メディア芸術祭マンガ部門優秀賞を受賞した。
2002年には映画化され、2005年から2007年までラジオドラマ化もされた。
2011年と2012年に関西テレビでテレビドラマが制作された。
2018年にフジテレビ系でテレビドラマ化された。
2020年12月時点で電子版を含めたシリーズ累計発行部数は2000万部を突破している。

## 概要
主役は40代以降の中年・熟年・老年で、恋愛を主軸に人生観などを描いた短編漫画集である。タイトルは、老いゆく過程で光り輝くという意味から。英題は『Like Shooting Stars in the Twilight』。
従来、漫画は子供向けの物とされていたが、時代を経て、かつての子供も中年や熟年になり、読者の一部を占めるまでになったものの、その読者層を主役とした作品が少ないとの考えから制作された。
「従来の恋愛漫画は若い男女の話しか描かなかった。中高年の恋愛を決して蔑ろにしてはいけない」という主旨から、恋愛を物語の主軸としているが、中高年を取り巻く社会問題を多く扱っており、同じくビッグコミックオリジナルで連載していた『兎が走る』『人間交差点』『ラストニュース』の系譜にある社会派漫画として知られている。
一方で、現代を離れて時代劇になったり、SFやオカルトといった超常的な要素を扱っているエピソードも多く、娯楽作品としての性格も強い。
中高年のセックスを扱っているが、『島耕作』シリーズのように美男美女だけではなく、様々な造作や体型のキャラクターが登場する。そのため、作者は野村沙知代のヌード写真集『Stay Young Forever - 野村沙知代』も購入し、作画の参考資料にしていた。
一つのエピソードは最短で1回、最長で連載9回分続く。単行本は1巻につき連載9回分が収録されるので、単行本に収録される順番は雑誌掲載順と異なる。サブタイトルには必ず「星」や星に関する言葉を入れている。

## 書誌情報
- 弘兼憲史 『黄昏流星群』 小学館〈ビッグコミックス〉、既刊75巻（2025年4月30日現在）
  1. 「不惑の星」1996年6月29日発売[6]、ISBN 4-09-184261-5
  2. 「鎌倉星座」1996年12月19日発売[7]、ISBN 4-09-184262-3
  3. 「星よりの使者」1997年4月30日発売[8]、ISBN 4-09-184263-1
  4. 「星のレストラン」1997年10月30日発売[9]、ISBN 4-09-184264-X
  5. 「同窓会星団」1998年3月30日発売[10]、ISBN 4-09-184265-8
  6. 「汝が星は永遠に煌く」1998年8月29日発売[11]、ISBN 4-09-184266-6
  7. 「崩れる星霜」1998年11月30日発売[12]、ISBN 4-09-184267-4
  8. 「七夕七年会」1999年4月27日発売[13]、ISBN 4-09-184268-2
  9. 「貴男と星と潮騒と」1999年8月30日発売[14]、ISBN 4-09-184269-0
  10. 「脆い星光」2000年1月29日発売[15]、ISBN 4-09-184270-4
  11. 「極北に星光る」2000年5月30日発売[16]、ISBN 4-09-185641-1
  12. 「死滅する星」2000年9月30日発売[17]、ISBN 4-09-185642-X
  13. 「六芒星奇譚」2001年1月30日発売[18]、ISBN 4-09-185643-8
  14. 「恋の星乱れ星」2001年6月30日発売[19]、ISBN 4-09-185644-6
  15. 「我が愛しの剣星」2001年12月25日発売[20]、ISBN 4-09-185645-4
  16. 「走れ！彗星ランナー」2002年4月26日発売[21]、ISBN 4-09-185646-2
  17. 「星がりません勝つまでは」2002年10月30日発売[22]、ISBN 4-09-185647-0
  18. 「邂逅する惑星」2003年3月29日発売[23]、ISBN 4-09-185648-9
  19. 「星空のタンゴ」2003年5月30日発売[24]、ISBN 4-09-185649-7
  20. 「恋する星霊」2003年11月29日発売[25]、ISBN 4-09-185650-0
  21. 「笑う星るすマン」2004年6月30日発売[26]、ISBN 4-09-187311-1
  22. 「星の遺産」2004年11月30日発売[27]、ISBN 4-09-187312-X
  23. 「崩壊する星域」2005年3月30日発売[28]、ISBN 4-09-187313-8
  24. 「攻撃する運星」2005年7月29日発売[29]、ISBN 4-09-187314-6
  25. 「煌めかざる星」2005年10月28日発売[30]、ISBN 4-09-187315-4
  26. 「再星エボリューション」2006年3月30日発売[31]、ISBN 4-09-180235-4
  27. 「五里霧の星域」2006年7月28日発売[32]、ISBN 4-09-180589-2
  28. 「再会流れ星」2006年12月26日発売[33]、ISBN 4-09-181004-7
  29. 「星を追いかけて」2007年3月30日発売[34]、ISBN 978-4-09-181179-0
  30. 「隣の星人」2007年9月28日発売[35]、ISBN 978-4-09-181468-5
  31. 「星空研究会」2008年2月29日発売[36]、ISBN 978-4-09-181766-2
  32. 「星楽のマドンナ」2008年5月30日発売[37]、ISBN 978-4-09-182006-8
  33. 「流星メール劇場」2009年1月30日発売[38]、ISBN 978-4-09-182213-0
  34. 「武士の星空」2009年2月27日発売[39]、ISBN 978-4-09-182279-6
  35. 「遊星萌ゆ」2009年6月30日発売[40]、ISBN 978-4-09-182523-0
  36. 「惑星同期会」2009年11月30日発売[41]、ISBN 978-4-09-182778-4
  37. 「深夜の双星」2010年7月30日発売[42]、ISBN 978-4-09-183367-9
  38. 「裏切る星界」2010年11月30日発売[43]、ISBN 978-4-09-183526-0
  39. 「C-46星雲」2011年1月28日発売[44]、ISBN 978-4-09-183644-1
  40. 「星と死の狭間で」2011年6月30日発売[45]、ISBN 978-4-09-183863-6
  41. 「星子のロンド」2011年11月30日発売[46]、ISBN 978-4-09-184183-4
  42. 「星降るホテル」2012年6月20日発売[47]、ISBN 978-4-09-184506-1
  43. 「星霊の巨石」2012年9月28日発売[48]、ISBN 978-4-09-184679-2
  44. 「オーロラ星空シンデレラ」2013年2月28日発売[49]、ISBN 978-4-09-184899-4
  45. 「俺の明星」2013年7月30日発売[50]、ISBN 978-4-09-185387-5
  46. 「白色矮星のあなた」2013年11月29日発売[51]、ISBN 978-4-09-185680-7
  47. 「死神ほうき星」2014年4月30日発売[52]、ISBN 978-4-09-186177-1
  48. 「天空の星花」2014年10月23日発売[53]、ISBN 978-4-09-186428-4
  49. 「人生再星の詩」2015年3月30日発売[54]、ISBN 978-4-09-186823-7
  50. 「君こそ星(スター)だ」2015年8月28日発売[55]、ISBN 978-4-09-187187-9
  51. 「星々流転」2016年2月29日発売[56]、ISBN 978-4-09-187478-8
  52. 「遊誘惑星」2016年6月30日発売[57]、ISBN 978-4-09-187648-5
  53. 「星の流れのように」2016年12月28日発売[58]、ISBN 978-4-09-189271-3
  54. 「星田一夫さんの幸福」2017年5月30日発売[59]、ISBN 978-4-09-189520-2
  55. 「嶺上恒星」2017年9月29日発売[60]、ISBN 978-4-09-189655-1
  56. 「星霊の森」2018年1月30日発売[61]、ISBN 978-4-09-189791-6
  57. 「剣星血風録」2018年6月29日発売[62]、ISBN 978-4-09-189897-5
  58. 「アンドロイド星雲」2018年9月28日発売[63]、ISBN 978-4-09-860108-0
  59. 「見上げればそこは星空」2019年2月28日発売[64]、ISBN 978-4-09-860235-3
  60. 「楽しき哉 我が人星」2019年7月30日発売[65]、ISBN 978-4-09-860372-5
  61. 「星を取る丘」2019年12月26日発売[66]、ISBN 978-4-09-860372-5
  62. 「遊星シンドローム」2020年5月29日発売[67]、ISBN 978-4-09-860627-6
  63. 「夢の星空」2020年10月30日発売[68]、ISBN 978-4-09-860757-0
  64. 「闇からの星還」2021年3月30日発売[69]、ISBN 978-4-09-860876-8
  65. 「一番星ハンバーガー」2021年9月30日発売[70]、ISBN 978-4-09-861141-6
  66. 「星は光りぬ」2022年2月28日発売[71]、ISBN 978-4-09-861256-7
  67. 「酒米一番星」2022年8月30日発売[72]、ISBN 978-4-09-861405-9
  68. 「星のファミリー」2023年1月30日発売[73]、ISBN 978-4-09-861576-6
  69. 「連星哀歌」2023年6月29日発売[74]、ISBN 978-4-09-861732-6
  70. 「鬼の星家」2023年11月30日発売[75]、ISBN 978-4-09-862607-6
  71. 「もてなしの星」2024年4月30日発売[76]、ISBN 978-4-09-862769-1
  72. 「悲しき星の下に」2024年9月30日発売[77]、ISBN 978-4-09-863043-1
  73. 「時空星還」2024年10月22日発売[78]、ISBN 978-4-09-863076-9
  74. 「AI星功」2024年11月28日発売[79]、ISBN 978-4-09-863109-4
  75. 「同星行進曲」2025年4月30日発売[80]、ISBN 978-4-09-863412-5

## テレビドラマ

### NHK版
『黄昏流星群 -恋をもう一度-』のタイトルで1997年8月31日から9月21日まで毎週日曜日21時 - 21時45分に、NHK-BS2で放送された（後に地上波でもNHK総合で1998年2月14日と2月21日の21時 - 22時15分に放送された）。原作は「不惑の星」（第1集収録）。

キャスト
- 盛本芳春：渡瀬恒彦
- 目黒誠子：樋口可南子

スタッフ
- 脚本：吉本昌弘
- 演出：石橋冠

### 関西テレビ版
2011年2月20日と2012年6月26日に関西テレビ制作、フジテレビ系でスペシャルドラマとして放送された。
第1弾：2011年2月20日（日曜日）16時5分 - 17時20分
タイトル：『黄昏流星群 〜C-46星雲〜』
原作は、CHAGE and ASKAの曲「C-46」をもとに書き下ろした「黄昏流星群 〜C-46星雲〜」（第39集収録）。
キャスト
- 飛島健太（ショウ）〈54〉：中村雅俊
- 植村ひとみ〈49〉：高島礼子
- 宮部志乃〈32〉：山口紗弥加
- 飛島洋子：横山めぐみ
- 内藤哲夫：田中健（友情出演）
- 内藤和子：奥貫薫
- 竹田社長：石丸謙二郎
- 飯田専務：永島敏行
- シューティングスターズのマスター：志賀廣太郎
- 池田香織
- 津乃村真子
- 住田隆
- 村西利恵（関西テレビアナウンサー）

スタッフ
- 脚本：三浦有為子
- 監督：白木啓一郎（関西テレビ）
- 音楽：白石めぐみ
- イメージソング：ASKA「C-46」（ユニバーサル シグマ、アルバム『君の知らない君の歌』収録）
- プロデューサー：河西秀幸（関西テレビ）、松井洋子（5年D組）
- 制作著作：関西テレビ放送

第2弾：2012年6月26日（火曜日）22時 - 23時24分
タイトル：恋するオトナのドラマスペシャル『黄昏流星群〜星降るホテル〜』
視聴率8.6%。
キャスト
- 高澤侑子：黒木瞳
- 関本潤：高橋克典
- 関本麻美：石田ひかり
- 仰木光弘：片岡愛之助
- 中野：青柳翔
- 岡本信代：岩本多代
- 吉田：高知東生
- KONTA、北山雅康、雑賀サクラ、矢崎由紗

スタッフ
- 脚本：大久保ともみ
- 監督：白木啓一郎（関西テレビ）
- 音楽：望月衛介
- プロデューサー：笠置高弘（関西テレビ）
- 制作著作：関西テレビ放送

### フジテレビ版
『黄昏流星群〜人生折り返し、恋をした〜』（たそがれりゅうせいぐん じんせいおりかえし、こいをした）のタイトルで2018年10月11日から12月13日まで毎週木曜日22時 - 22時54分にフジテレビの木曜劇場枠にて放送された。主演は佐々木蔵之介。第1集「不惑の星」をベースに制作された。

#### キャスト
- 瀧沢完治 - 佐々木蔵之介
- 瀧沢真璃子 - 中山美穂
- 日野春輝 - 藤井流星（ジャニーズWEST）[82]
- 瀧沢美咲 - 石川恋
- 横尾博 - 増田英彦（ますだおかだ）[83]
- 大野剣（IT企業の社長） - ヒャダイン[83]
- 奥山敦子 - 三浦真椰
- 篠田薫 - 本仮屋ユイカ[84]
- 川本保 - 礼二（中川家）
- 日野冴 - 麻生祐未[85]
- 水原聡美 - 八木亜希子
- 徳田和夫 - 小野武彦
- 目黒栞 - 黒木瞳

#### スタッフ
- 原作 - 弘兼憲史『黄昏流星群』（小学館『ビッグコミックオリジナル』連載中）
- 脚本 - 浅野妙子
- 主題歌 - 平井堅「half of me」（アリオラジャパン）[86]
- 挿入歌 - 中島美嘉「彩恋 〜SAI_REN〜」（Sony Music Associated Records）
- 音楽 - 得田真裕
- プロデューサー - 高田雄貴 （フジテレビ）
- 演出 - 平野眞、林徹、森脇智延
- 制作著作 - フジテレビ

#### 放送日程
| 各話                                                                        | 放送日   | サブタイトル             | 演出     | 視聴率 |
| --------------------------------------------------------------------------- | -------- | ------------------------ | -------- | ------ |
| 第1話                                                                       | 10月11日 | 誰もが恋の主役になりえる | 平野眞   | 7.3%   |
| 第2話                                                                       | 10月18日 | 妻が恋に落ちる時         | 平野眞   | 7.3%   |
| 第3話                                                                       | 10月25日 | 決壊                     | 林徹     | 6.1%   |
| 第4話                                                                       | 11月01日 | 引き返せない秘密のデート | 林徹     | 6.5%   |
| 第5話                                                                       | 11月08日 | 一途な愛、裏切りのキス…  | 平野眞   | 6.7%   |
| 第6話                                                                       | 11月15日 | 激突! 父VS娘の不倫相手   | 森脇智延 | 6.5%   |
| 第7話                                                                       | 11月22日 | 妻が全てを知る時         | 森脇智延 | 6.4%   |
| 第8話                                                                       | 11月29日 | 最終章! さよなら愛しい人 | 林徹     | 6.2%   |
| 第9話                                                                       | 12月06日 | 運命の恋クライマックスへ | 平野眞   | 7.4%   |
| 第10話                                                                      | 12月13日 | 最後の決断…運命の恋完結  | 平野眞   | 6.5%   |
| 平均視聴率 6.7%（視聴率はビデオリサーチ調べ、関東地区・世帯・リアルタイム） |          |                          |          |        |

- 第1話は、22時 - 23時9分の15分拡大放送。

| フジテレビ系 木曜劇場                        | フジテレビ系 木曜劇場                                               | フジテレビ系 木曜劇場                                    |
| 前番組                                       | 番組名                                                              | 次番組                                                   |
| -------------------------------------------- | ------------------------------------------------------------------- | -------------------------------------------------------- |
| グッド・ドクター （2018年7月12日 - 9月13日） | 黄昏流星群 〜人生折り返し、恋をした〜 （2018年10月11日 - 12月13日） | スキャンダル専門弁護士 QUEEN （2019年1月10日 - 3月14日） |

## 映画
2002年に原作2作品「星のレストラン」（第4集収録）と「同窓会星団」（第5集収録）が映画化された。

### 黄昏流星群 星のレストラン
キャスト
- 立松一平：石橋蓮司
- 片岡ヒロミ：鳥羽潤
- 今井美奈：板谷由夏
- ソフィー・ボナパルト：アン・ルフォル
- 中野シェフ：篠井英介
- 竹田：村杉蝉之介
- ミチコ：土屋久美子
- 板倉：でんでん
- 近藤：原金太郎
- ビル管理会社の男：遠藤唯
- 種田陽子：阪上和子
- 由佳：北川えり
- ビル管理会社スーツの女：村岡希美
- コンビニ店長：柿木理紗
- 若き日の一平：神原聖

スタッフ
- 監督・脚本：富岡忠文
- 製作：岩原貞雄、岸田卓郎、遠谷信幸
- プロデューサー：八木廣、岡本晃一
- 音楽：百石元、西村ヒロ
- 撮影：佐々木原保志
- 照明：安河内央之
- 編集：石川浩通
- 美術：澤路和範

### 黄昏流星群 同窓会星団
キャスト
- 砂川健治：神田正輝
- 小倉美智子：原日出子
- 小倉正彦：高岡蒼佑（現：高岡奏輔）
- 砂川和馬：安藤響
- ジュン：上野未来
- 山本：ベンガル
- 熊谷医師：菅原大吉
- 看護婦長：角替和枝
- 吉田：モロ師岡
- 山脇：伊藤洋三郎
- 高村：宍戸美和公
- 看護婦：林田麻里
- 高校生の砂川：原田優一
- 高校生の美智子：林裕子
- 明：大高力也
- 勝：小池城太朗

スタッフ
- 監督：山川元
- 脚色：磯村一路、山川元
- 音楽：百石元
- 主題歌：鈴木雅之
- 編集：石川浩通
- 製作：岩原貞雄、岸田卓郎、遠谷信幸
- プロデューサー：八木廣、岡本晃一

## ラジオドラマ
ABCラジオ（朝日放送）制作で、2005年10月8日から2007年9月まで放送された。

## ネットシネマ版 (CMタイアップ)
2007年9月から、トヨタ・マークXジオとのコラボレーションにてCM展開された。当該CMのためのオリジナルストーリーとして「星空研究会」が創られ、ネットシネマ版オリジナルドラマの脚本も弘兼憲史自身が手がけた。

タイトル：『星空研究会 in X-Seater』
キャスト
- 風間俊介：大石継太
- 林健太郎：佐藤佐吉
- 山田修造：嶋田久作
- 肥田透：田中要次
- 上杉かおる：藤真美穂

スタッフ
- 脚本：弘兼憲史
- 音楽：OASIS
- 監督：中尾浩之
- CG：ジーニーズアニメーションスタジオ
- 製作プロダクション：P.I.C.S.

## 舞台

### 弘兼憲史・四季のドラマ オーディオコミックシアター「黄昏流星群」
2017年11月から、声優事務所の81プロデュースの所属俳優を配役の中心とする朗読劇シリーズが、eplus LIVING ROOM CAFE&DININGにて開催。上演後には、原作者の弘兼憲史によるトークイベントが行われている。
- 弘兼憲史・四季のドラマ オーディオドラマシアター『黄昏流星群』 - 2017年11月21日・22日/演目：「鎌倉星座」「星楽のマドンナ」「星を追いかけて」「星のレストラン」/キャスト：中尾隆聖、関俊彦、恒松あゆみ、三木眞一郎、藍とも子、井口成人 など
- 弘兼憲史 オーディオコミックシアター『黄昏流星群』Vol.2 - 2018年9月19日/演目：「七夕七年会」「星と死の狭間で」/キャスト：中尾隆聖、関俊彦、藍とも子、比嘉久美子、篠原恵美、本泉莉奈、尾田木美衣、酒巻光宏、陣谷遥 ほか
- 弘兼憲史 オーディオコミックシアター『黄昏流星群』Vol.3 - 2019年2月13日・14日/演目：「萬代星の女」「再会流れ星」「再会流れ星」「星より密かに」/キャスト：中尾隆聖、関俊彦、藍とも子、井口成人、川島得愛、恒松あゆみ、比嘉久美子、鈴木勝美、佐々木啓夫、酒巻光宏、比留間俊哉、駒田航、伊東健人、根本圭子、関山美沙紀、佐野愛、木村隼人、岡本幸輔 など
- 弘兼憲史･四季のドラマ オーディオコミックシアター「黄昏流星群」Vol.4 - 2020年2月3日・4日/演目：「星のレストラン」「冬の金星」「星の王女様」「星を追いかけて」/キャスト：中尾隆聖、関俊彦、三木眞一郎、あぜち守、小林優子、藍とも子、恒松あゆみ、関山美沙紀、佐々木啓夫、駒田航、伊東健人 など